# Chłodnik

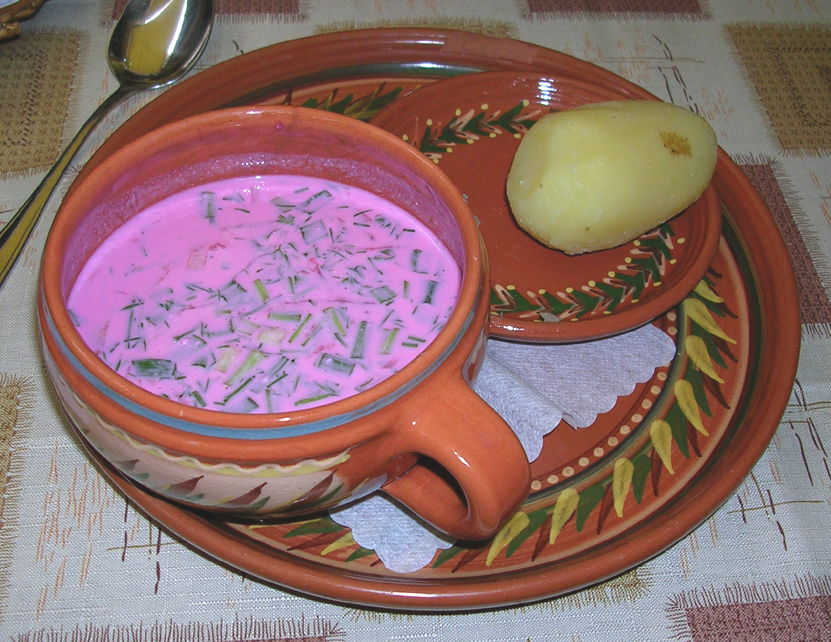
In Litouwen wordt Chłodnik geserveerd met een warme gekookte aardappel

Chłodnik is een gerecht van Pools-Litouwse oorsprong. Het is een koude variant van borsjtsj (barszcz) en wordt daarom ook wel koude borsjtsj genoemd.

## Bereiding
Rode bieten, deels in reepjes gesneden en deels geraspt, worden gekookt in een lichte bouillon. Als deze is afgekoeld, worden dunne komkommerplakjes en zure room, yoghurt of kefir toegevoegd. De koude soep wordt geserveerd met peterselie, dille en een half hardgekookt ei in de soep.

## Naam
- Lets: Aukstā zupa
- Litouws: Šaltibarščiai
- Pools: Chłodnik of Chłodnik litewski
- Wit-Russisch: Халаднік (chaladnik)
- Russisch: Свекольник (svekolnik)
- Oekraïens: Холодник (cholodnyk)